# Liste der Landschaftsschutzgebiete im Landkreis Karlsruhe
Im Landkreis Karlsruhe gibt es 60 Landschaftsschutzgebiete. Das älteste Landschaftsschutzgebiet im Kreis ist das erstmals 1939 unter Schutz gestellte Gebiet Bocksbachtal. Nach der Schutzgebietsstatistik der Landesanstalt für Umwelt, Messungen und Naturschutz Baden-Württemberg (LUBW) stehen 27.041,28 Hektar der Landkreisfläche unter Landschaftsschutz, das sind 24,92 Prozent.

## Aktuelle Landschaftsschutzgebiete
| Name                                                                        | Bild | Kennung               | Einzelheiten | Position | Fläche Hektar | Datum         |
| --------------------------------------------------------------------------- | ---- | --------------------- | --- | -------- | ------------- | ------------- |
| Bocksbachtal                                                                |      | 2.15.001 WDPA: 319993 | Karlsbad, Remchingen Noch weitgehend in natürlichem Zustand erhaltenes Tal. | ⊙        | 41,9          | 17. Jan. 1939 |
| Hochgestade westlich von Graben                                             | BW   | 2.15.004 WDPA: 321639 | Graben-Neudorf Steilhang des Hochgestades. | ⊙        | 4,2           | 31. Aug. 1940 |
| Vorbergzone zwischen Ettlingenweier und Malsch, Mohrenwiesen und Langwiesen |      | 2.15.008 WDPA: 325455 | Ettlingen, Malsch Waldgebiet zwischen Ettlingen und Malsch | ⊙        | 200,8         | 18. Apr. 1941 |
| Rheinaue nördlich von Karlsruhe                                             |      | 2.15.012 WDPA: 323844 | Eggenstein-Leopoldshafen, Linkenheim-Hochstetten, Dettenheim Rheinaue von Eggenstein-Leopoldshafen bis nach Dettenheim | ⊙        | 1.878,5       | 15. Okt. 1962 |
| Hardtwald nördlich von Karlsruhe                                            |      | 2.15.014 WDPA: 321382 | Graben-Neudorf, Eggenstein-Leopoldshafen, Linkenheim-Hochstetten, Stutensee Großer Forst Hardtwald in der Rheinebene; Naherholungsgebiet. | ⊙        | 3.074,9       | 15. Okt. 1962 |
| Hardtwald südlich von Karlsruhe                                             |      | 2.15.015 WDPA: 321383 | Ettlingen, Malsch Großer Forst Hardtwald in der Rheinebene; Naherholungsgebiet. | ⊙        | 344,1         | 11. Dez. 2001 |
| Weinges Erlich                                                              | BW   | 2.15.017 WDPA: 325738 | Graben-Neudorf, Dettenheim Waldgebiet auf von Grundwasser beeinflussten Standorten der Rheinniederung in der Randsenke. | ⊙        | 195,2         | 15. Okt. 1962 |
| Birkenbruch                                                                 | BW   | 2.15.018 WDPA: 319950 | Graben-Neudorf, Dettenheim Waldgebiet auf von Grundwasser beeinflussten Standorten der Rheinniederung in der Randsenke. | ⊙        | 22,2          | 15. Okt. 1962 |
| Bruchwaldgebiet der alten Kinzig-Murg-Rinne                                 |      | 2.15.019 WDPA: 320120 | Weingarten (Baden), Stutensee Großer Forst zwischen Stutensee und Weingarten; Naherholungsgebiet. | ⊙        | 477,0         | 15. Okt. 1962 |
| Gefällwald                                                                  |      | 2.15.021 WDPA: 321016 | Ettlingen, Malsch Waldgebiet in der alten Kinzig-Murg-Rinne. | ⊙        | 8,8           | 15. Okt. 1962 |
| Waldteil bei der Lochmühle                                                  |      | 2.15.022 WDPA: 325625 | Ettlingen Waldgebiet in der alten Kinzig-Murg-Rinne. | ⊙        | 1,3           | 15. Okt. 1962 |
| Vorbergzone nördlich von Ettlingen                                          |      | 2.15.023 WDPA: 325454 | Ettlingen Waldgebiet in der alten Kinzig-Murg-Rinne. | ⊙        | 225,1         | 15. Okt. 1962 |
| Watthalde                                                                   |      | 2.15.024 WDPA: 325674 | Ettlingen Waldgebiet in der alten Kinzig-Murg-Rinne. | ⊙        | 19,6          | 15. Okt. 1962 |
| Michaelsberg-Eichelberg                                                     |      | 2.15.025 WDPA: 322967 | Bruchsal Markanter Randberg des Kraichgaus gegen die Oberrheinebene; Stätte der prähistorischen Michaelsbergkultur. | ⊙        | 387,7         | 2. Apr. 1996  |
| Bernhardsweiher                                                             | BW   | 2.15.026 WDPA: 319903 | Oberderdingen In abgelegenem, landschaftlich schönem Waldtal zur Fischzucht künstlich angelegter See mit reichhaltiger Flora. | ⊙        | 15,2          | 18. Juli 1949 |
| Um den Eichelberg und Mahlberg                                              | BW   | 2.15.027 WDPA: 325273 | Malsch Weitere Umgebung des Eichelberges und Mahlberges mit bewaldeten Erhebungen, zwischen denen idyllische Täler liegen; Naherholungsgebiet für die Bevölkerung aus dem Raum Karlsruhe und Rastatt. | ⊙        | 36,5          | 12. Jan. 1971 |
| Ravensburg und Alter Berg                                                   | BW   | 2.15.028 WDPA: 323760 | Kürnbach, Sulzfeld Waldreiche Schichtstufe des Schilfsandsteins am Rande des Kraichgaues mit vorgelagerten Zeugenbergen; Reizvolles Landschaftsbild. | ⊙        | 1.256,8       | 19. Juli 1990 |
| Obere Lußhardt                                                              |      | 2.15.029 WDPA: 323343 | Bruchsal, Hambrücken, Ubstadt-Weiher, Waghäusel Reizvolle Wiesentälchen innerhalb eines ausgedehnten Hardtwaldgebietes westlich Bruchsal. | ⊙        | 586,2         | 13. Aug. 1973 |
| Malscher Aue                                                                |      | 2.15.030 WDPA: 322889 | Bad Schönborn Für das gleichnamige NSG notwendiger Ergänzungsraum. | ⊙        | 3,8           | 13. Juni 1985 |
| Weckerlesbrünnle                                                            | BW   | 2.15.031 WDPA: 325677 | Bretten Landschaftsteil mit Streuobstbeständen, Heckenreihen, Feldrainen, Quellbereichen und Bachläufen, als ökologischer Ausgleichsraum, zur Sicherung eines leistungsfähigen Naturhaushaltes. | ⊙        | 24,6          | 7. Nov. 1983  |
| Kupferhälde                                                                 | BW   | 2.15.032 WDPA: 322366 | Bretten Für das Landschaftsbild bedeutsamer Wald- und Gehölzbestand am Rande der Siedlungsentwicklung von Bretten. | ⊙        | 1,4           | 17. Mai 1985  |
| Attental                                                                    | BW   | 2.15.033 WDPA: 29307  | Walzbachtal Naturnahe Talsenke mit Waldtrauf und Streuobstwiesen als Gliederungselemente am Siedlungsrand von Jöhlingen (Gde. Walzbachtal). | ⊙        | 11,8          | 22. Aug. 1985 |
| Kalkofen                                                                    | BW   | 2.15.034 WDPA: 329108 | Bretten Ökologischer Ausgleichsraum und Pufferzone für das gleichnamige flächenhafte Naturdenkmal. | ⊙        | 1,9           | 8. Okt. 1985  |
| Claffenbrunnenbächle                                                        | BW   | 2.15.035 WDPA: 320253 | Zaisenhausen Inmitten einer strukturarmen Agrarlandschaft abwechslungsreiches Gebiet mit verschiedensten Elementen von der Aue des Claffenbrunnenbächle mit Ufergehölzen, Stufenraine mit Hecken, Streuobstwiesen bis zum buchenreichen Eichen-Hainbuchenwald; Grundwasseranreicherungsgebiet. | ⊙        | 46,5          | 5. Aug. 1986  |
| Oberes Beierbachtal                                                         | BW   | 2.15.036 WDPA: 323358 | Ettlingen Landschaftlich reizvolles Wiesental mit wertvollen Altersbäumen und Feuchtwiesen. | ⊙        | 7,2           | 27. Jan. 1987 |
| Neuwiesen                                                                   | BW   | 2.15.037 WDPA: 323208 | Oberderdingen Reizvolles Wiesental mit artenreichen Wiesen, Quellgebiet und naturnaher Bachlauf. | ⊙        | 15,4          | 7. Mai 1987   |
| Kraichgau                                                                   |      | 2.15.038 WDPA: 322297 | Kraichtal Für den Kraichgau typische Kulturlandschaft mit Wiesen und Weiden, Feuchtgebieten und Bruchgehölzen, Röhricht- und Seggenbeständen, Stufenrainen, Streuobstwiesen und Hohlwegen. | ⊙        | 4.082,9       | 3. Juni 1987  |
| Seegrund                                                                    |      | 2.15.039 WDPA: 324520 | Bretten, Kraichtal Reich gegliederte Bachaue und Hanglandschaft inmitten einer kaum strukturierten Agrarlandschaft; Ausgleichsraum von hoher ökologischer Bedeutung, dessen weitere Renaturierung und Entwicklung anzustreben ist. | ⊙        | 44,6          | 24. Aug. 1987 |
| Sickinger Tal                                                               | BW   | 2.15.040 WDPA: 324550 | Kürnbach, Oberderdingen Bachtal des Hamsterbaches mit feuchten Wiesen und Seggenrieden und bachbegleitendes Ufergehölz; angestrebt wird eine langfristige Bereicherung durch Pflanzungen von standortgerechten Gehölzen und Rückwandlung von Äckern in Wiesen. | ⊙        | 37,3          | 22. Dez. 1987 |
| Erlach                                                                      | BW   | 2.15.041 WDPA: 320677 | Walzbachtal Teils feuchte Wiesen, Riede und Röhrichte im gewässerarmen Kraichgau; angestrebt wird eine Rückwandlung von Äckern in Wiesen. | ⊙        | 14,8          | 22. Dez. 1987 |
| In den Brunnenwiesen                                                        | BW   | 2.15.042 WDPA: 321915 | Bretten Geschlossener Streuobstbestand mit Hochstämmen; landschaftstypischer Hohlweg in einer stark von Ackerbau geprägten Landschaft als ökologischer Ausgleichsraum. | ⊙        | 18,9          | 22. Dez. 1987 |
| Altrhein Neuburgweier                                                       |      | 2.15.043 WDPA: 319565 | Rheinstetten Als Pufferzone für das gleichnamige NSG sollen die land- und forstwirtschaftlich genutzten Flächen, mit ihren kleinstrukturierten naturnahen Biotopelementen erhalten und gefördert werden. | ⊙        | 91,2          | 16. Mai 1988  |
| Karlsbader Bachlandschaften                                                 |      | 2.15.044 WDPA: 322064 | Karlsbad Ausgedehnte, extensiv und intensiv genutzte Wiesentäler, naturnahe Bachläufe mit gut erhaltenen Gehölzsäumen; Erholungsgebiet. | ⊙        | 150,3         | 11. Sep. 2002 |
| Gölshausener Niederung                                                      | BW   | 2.15.045 WDPA: 321124 | Bretten 2 Teilgebiete. Glatthaferwiesen und Seggenriede, Streuobstwiesen mit Hochstämmen, ein Hohlweg und Heckenraine. | ⊙        | 26,5          | 3. März 1988  |
| Wössinger Waldwiesen                                                        |      | 2.15.046 WDPA: 325941 | Walzbachtal Tal- und Hangwiesen, Bachlauf mit Gehölzsaum, stufig aufgebaute Waldränder; eine Nadelholzaufforstung soll in eine standortgerechte Laubholzwaldung umgewandelt werden. | ⊙        | 5,6           | 14. Dez. 1988 |
| Diedelsheimer Talaue                                                        | BW   | 2.15.047 WDPA: 320356 | Bretten Saalbachaue als Grundwasseranreicherungsgebiet und natürlicher Retentionsraum für Hochwasser, Streuobstbestände; Rückwandlung von Äckern in Wiesen und standortgerechte Bach-Erlen-Eschenwald wird angestrebt; Naherholungsgebiet. | ⊙        | 21,0          | 27. Jan. 1989 |
| Saalbachniederung                                                           |      | 2.15.048 WDPA: 324060 | Bruchsal, Hambrücken, Philippsburg, Graben-Neudorf Reizvolle Bachlandschaft zwischen Bruchsal und Philippsburg; offene Wiesenlandschaft und Feldflur, abwechslungsreicher Waldtrauf; wertvolle Erholungsfläche. | ⊙        | 1.480,1       | 21. Juni 1989 |
| Rechberg                                                                    | BW   | 2.15.049 WDPA: 323761 | Bretten Kleinräumig durch Heckenzüge und Streuobstwiesen gegliedertes Wiesengelände; stadtnahes Erholungsgebiet. | ⊙        | 95,6          | 11. Jan. 1990 |
| Hambrücker Wiesen                                                           |      | 2.15.050 WDPA: 321342 | Hambrücken Ausgedehnte Wiesenflächen mit artenreichen Pflanzengesellschaften und gefährdeten Pflanzenarten; gute Eignung für Naherholung. | ⊙        | 106,6         | 9. Sep. 1991  |
| Heglachaue                                                                  |      | 2.15.051 WDPA: 321498 | Stutensee Grünland, Streuobstbestand, Gehölz- und Schilfstreifen; durch Renaturierung der Gewässer (Alte Bach und Heglach) und Umwandlung der Äcker der Auen in Wiesen soll die Wertigkeit der Biotopachse zwischen Blankenloch und Hardtwald gehoben werden; Erholungsfunktion für die Bevölkerung von Stutensee. | ⊙        | 114,9         | 23. Mai 1990  |
| Um die Großwiese                                                            |      | 2.15.052 WDPA: 325275 | Bad Schönborn Großräumiges geschlossenes Wiesengebiet (Feuchtwiesen, Streuobst und Bachgehölze), Vorbergzone des Kraichgaus mit Traubeneichen-Hainbuchen-Wald; besondere Erholungseignung. | ⊙        | 252,9         | 19. Okt. 1990 |
| Kohlbachtal und angrenzende Gebiete                                         | BW   | 2.15.053 WDPA: 322249 | Kürnbach, Oberderdingen, Sulzfeld, Zaisenhausen Ökologisch wichtiger Ausgleichsraum in der umgebenden Feldflur, Ergänzungsraum für das gleichnamige NSG; Streuobstbestände, Wiesenflächen und reich strukturierte Ackerflächen. | ⊙        | 160,5         | 6. Mai 1991   |
| Bauerbach- und Kraichbachtal                                                | BW   | 2.15.054 WDPA: 319800 | Bretten, Oberderdingen Reiche, alte, für den Kraichgau typische Kulturlandschaft; Auen mit Wiesen, Ufergehölze, Stufenraine mit Hecken, Streuobstwiesen; die Rückwandlung von Äckern in Wiesen wird angestrebt. | ⊙        | 139,3         | 5. Juni 1991  |
| Hardtwald bei Ettlingen und Rheinstetten                                    |      | 2.15.055 WDPA: 321381 | Ettlingen, Rheinstetten Ausgedehntes Waldgebiet Hardtwald mit naturnahen Beständen des Buchen-Eichenwaldes und des Sternmieren-Stieleichen-Hainbuchenwaldes; Erholungs- und Wassergewinnungsgebiet mit klimaregulierenden Funktionen; die Umwandlung von Acker in Grünland wird angestrebt. | ⊙        | 1.350,4       | 6. Juni 1991  |
| Pfinzgau                                                                    | BW   | 2.15.056 WDPA: 323669 | Pfinztal Naturnahe Wälder im Pfinzgau mit Schutzfunktion für Wasser, Boden und Klima; Streuobstwiesen, Feldhecken und Hohlwege, Bachauen mit Ufergehölz und Grünland; Naherholungsgebiet. | ⊙        | 2.149,6       | 7. Nov. 1991  |
| Münzesheimer Berg                                                           |      | 2.15.057 WDPA: 323100 | Bruchsal Vielfältiger Landschaftsraum am Kraichgaurand mit Streuobst, Hecken, Stufenrainen, Hohlwegen, Wäldern und Steinbrüchen; Naherholungsgebiet. | ⊙        | 106,8         | 14. Apr. 1992 |
| Waldbronner Albgau                                                          |      | 2.15.058 WDPA: 325539 | Waldbronn Weitläufiges Streuobstgebiet als ökologischer Ausgleichsraum, Waldsäume und Wald, Hecken und Feldgehölze als Glieder der Kulturlandschaft; Ackerböden als nutzungsfähige Naturgüter. | ⊙        | 533,8         | 22. Mai 1992  |
| Albtalplatten und Herrenalber Berge                                         |      | 2.15.060 WDPA: 319473 | Ettlingen, Malsch, Marxzell, Karlsbad Vielfältige Landschaft mit Streuobst, Wirtschaftswiesen, Solitärgehölzen, Hecken und unterschiedlich strukturierten Wäldern; nutzungsbedingte Vielfalt der Waldgesellschaften, Alt- und Totholzanteil soll gefördert werden; offene Landschaftsbereiche, vornehmlich Rodungsinseln; Puffer- und Vernetzungsfunktion für die Teilbereiche des NSG „Albtal und Seitentäler“; wichtiges Erholungsgebiet für den Großraum Karlsruhe | ⊙        | 4.726,7       | 1. Juni 1994  |
| Rheinniederung zwischen Au am Rhein, Durmersheim und Rheinstetten           |      | 2.15.061 WDPA: 323862 | Rheinstetten Puffer-, Vernetzungs- und Ergänzungsbereiche zwischen den Teilen des gleichnamigen NSG mit kleinstrukturierten, naturnahen Biotopelementen; Erholungsfunktion. | ⊙        | 50,7          | 15. Juli 1994 |
| Weingartener Wiesental                                                      |      | 2.15.062 WDPA: 325737 | Weingarten (Baden) Wiesental der Kinzig-Murg-Rinne mit Einzelgehölzen und Ufergehölzen; Lebensraum für Wiesenbrüter; Pufferzone zum NSG Weingartener Moor - Bruchwald Grötzingen; Naherholungsgebiet. | ⊙        | 109,9         | 9. Sep. 1991  |
| Michaelsberg und Habichtsbuckel                                             |      | 2.15.063 WDPA: 322968 | Bruchsal Ergänzung und Puffer für das umgebende NSG gleichen Namens. | ⊙        | 1,8           | 2. Apr. 1996  |
| Wilhelmsäcker                                                               |      | 2.15.064 WDPA: 166317 | Stutensee Puffer zum Schutz der empfindlichen Flächen des gleichnamigen Naturschutzgebietes vor Beeinträchtigungen. Es dient der Erhaltung der wertbestimmenden Kriterien des Naturschutzgebietes und ist für dessen Sicherung erforderlich. | ⊙        | 25,6          | 12. Dez. 1997 |
| Blankenlocher Wiesen                                                        | BW   | 2.15.065 WDPA: 319962 | Stutensee Naturnahe, abwechslungsreiche Kulturlandschaft mit naturraumtypischen Auen-Glatthaferwiesen, Streuobstwiesen; die Umwandlung von Äckern in Grünland und Wiederherstellung eines durchgehenden Grünzuges entlang der Pfinz-Heglach wird angestrebt; Erholungsgebiet. | ⊙        | 127,6         | 30. Dez. 1999 |
| Streuobstwiesen zwischen Bauerbach und Flehingen                            | BW   | 2.15.066 WDPA: 324884 | Bretten, Oberderdingen Streuobstwiesen als extensiv genutzte Kulturlandschaft von hoher ökologischer Bedeutung; daran gebundene z. T in der Roten Liste auf geführte Arten wie Igel, Siebenschläfer, Fledermaus, Wendehals, Buntspecht, Grünspecht, Gartenrotschwanz, Grauschnäpper, Finkenarten, Gartengrasmücke, Heckenbraunelle, Zilpzalp, Neuntöter, Greifvogelarten, Insektenarten, Grasfrosch und Erdkröte, Ringelnatter, Zauneidechse und Blindschleiche, sowie landschaftsprägende Elemente wie Bäume, Feldhecken, Böschungen und Ufergehölze; abwechslungsreiches und kleinräumiges Landschaftsbild; Erholungsraum von hohem Erlebniswert für die Bevölkerung, Pufferzone für das flächenhafte Naturdenkmal „In den Gräben“. | ⊙        | 37,9          | 19. Okt. 2000 |
| Kinzig-Murg-Rinne zwischen Ettlingen und Malsch                             |      | 2.15.067 WDPA: 322122 | Ettlingen, Malsch Für die Kinzig-Murg-Rinne charakteristische Landschaftselemente mit prägenden Biotopstrukturen wie Röhrichte, Riede, Gehölz- und Gewässerkomplexe, Waldbestände und Wiesen unterschiedlicher Ausprägung, insbesondere Feucht- und Streuobstwiesen, sowie weitere schutzwürdige Lebensräumen mit einer Vielzahl schutzbedürftiger Pflanzen- und Tierarten; die Sicherung und Entwicklung des charakteristischen Landschaftsbildes ist insbesondere unter dem Aspekt der Erholungsvorsorge zu betreiben. | ⊙        | 678,4         | 11. Dez. 2001 |
| Bahnbrücker Acker- und Streuobstgebiet                                      | BW   | 2.15.068 WDPA: 323863 | Kraichtal Schutzzweck des Landschaftsschutzgebietes ist der Erhalt der für den Kraichgau als Kulturlandschaft typischen Acker-, Wiesen und Streuobstflächen. | ⊙        | 47,5          | 12. Mai 2003  |
| Rheinniederung zwischen Insel Aubügel und Neuburgweier                      |      | 2.15.069 WDPA: 378417 | Rheinstetten Schutzzweck des Landschaftsschutzgebietes ist u. a. die Sicherung, Erhaltung und Entwicklung der für die Rheinniederung charakteristischen Landschaftselemente mit den prägenden Biotopstrukturen wie Röhrichte, Riede, Gehölz- und Gewässerkomplexe, Waldbestände und Wiesen unterschiedlicher Ausprägung, insbesondere den Feucht- und Streuobstwiesen, sowie weiteren schutzwürdigen Lebensräumen mit ihrer Vielzahl schutzbedürftiger Pflanzen- und Tierarten. | ⊙        | 438,3         | 12. Mai 2003  |
| Brettener Kraichgau                                                         |      | 2.15.070 WDPA: 390022 | Bretten Sicherung und Entwicklung der Streuobstbestände sowie die Erhaltung der Feldhecken, Feldgehölze und Gebüsche als Teile des charakteristischen Landschaftsbilds des Kraichgaus und als bedeutende Lebensräume für seltene und gefährdete Tierarten, insbesondere der Vogelwelt. | ⊙        | 528,8         | 14. Juli 2006 |
| Bruch                                                                       |      | 2.15.071 WDPA: 390023 | Gondelsheim Das Landschaftsschutzgebiet umfasst als erweiterte Schutzzone um die beiden Naturdenkmale Streuobstwiesen, Wiesen und Ackerflächen. Im östlichen Bereich liegt ein kleiner Ausschnitt typischer Kraichgaulandschaft mit Stufenrainen, Obstwiesen, Feldhecken und zwei älteren Aufforstungsflächen mit zum Teil eingewachsenem Obstbaumbestand. | ⊙        | 16,1          | 7. Nov. 2008  |
| Legende für Landschaftsschutzgebiet                                         |      |                       | |          |               |               |

## Ehemalige Landschaftsschutzgebiete
| Name                                | Bild | Kennung | Einzelheiten | Position | Fläche Hektar | Datum                           |
| ----------------------------------- | ---- | ------- | --- | -------- | ------------- | ------------------------------- |
| Metzlinschwander Hof                |      |         | Marxzell Waldumschlossene Freifläche. Heute im LSG Albtalplatten und Herrenalber Berge                                        | ⊙        | 32            | 11. Juni 1940 bis 1. Juni 1994  |
| Windwiesen                          | BW   |         | Ettlingen Klinge und Schwemmkegel des Windwiesenbachs. Heute im NSG Albtal und Seitentäler.                                   | ⊙        | 6             | 13. Aug. 1940 bis 1. Juni 1994  |
| Diebswiesen                         | BW   |         | Karlsbad, Marxzell Klinge des Katzenbachs. Heute im NSG Albtal und Seitentäler.                                               | ⊙        | 26            | 4. Nov. 1940 bis 1. Juni 1994   |
| Maisenbachtal                       | BW   |         | Marxzell Tal des Maisenbachs. Heute im NSG Albtal und Seitentäler.                                                            | ⊙        | 30            | 4. Nov. 1940 bis 1. Juni 1994   |
| Moosalbtal                          | BW   |         | Marxzell, Ettlingen, Malsch Tal der Moosalb mit Wässerwiesen. Heute im NSG Albtal und Seitentäler.                            | ⊙        | 136           | 4. Nov. 1940 bis 1. Juni 1994   |
| Albtal                              | BW   |         | Ettlingen, Karlsbad, Marxzell, Waldbronn Tal der Alb von der Kreisgrenze bis Waldbronn. Heute im NSG Albtal mit Seitentälern. | ⊙        | 620           | 11. Apr. 1953 bis 1. Juni 1994  |
| Salzachtal                          | BW   |         | Bretten Tal der Salzach bei Ruit. Heute im LSG Brettener Kraichgau.                                                           | ⊙        | 157           | 1. Juni 1953 bis 14. Juli 2006  |
| Bruchtzig                           | BW   |         | Ettlingen, Malsch Sandrücken in der Kinzig-Murg-Rinne. Heute im LSG Kinzig-Murg-Rinne zwischen Ettlingen und Malsch.          | ⊙        | 81            | 15. Okt. 1962 bis 11. Dez. 2001 |
| Plän Erlich                         | BW   |         | Dettenheim Niedermorrgebiet mit Bruchwaldbeständen. Heute Naturschutzgebiet Erlich.                                           | ⊙        | 80            | 15. Okt. 1962 bis 27. März 2003 |
| Legende für Landschaftsschutzgebiet |      |         | |          |               |                                 |